# Vanse
Vanse este o localitate din comuna Farsund, provincia Vest-Agder, Norvegia, cu o suprafață de 1,81 km² și o populație de 1.969 locuitori (2013).